# Кевин Шийлдс
Кевин Патрик Шийлдс (на английски: Kevin Patrick Shields) е ирландски музикант, певец, композитор и продуцент.
Роден е в семейство на ирландски имигранти в Ню Йорк, САЩ на 21 май 1963 г. След 10 години семейството му се завръща в родината и се установява в Дъблин.
Известен е като вокалист и китарист на групата „Май Блъди Валънтайн“. Тя оказва влияние върху еволюцията на алтернативния рок с нейните 2 студийни албума Isn't Anything (1988) и Loveless (1991), които въвеждат поджанра шугейзинг.  Шийлдс е създател на техниката „glide guitar“, която се превърща в разпознаваем аспект в звука на групата.
След разпадането на „Май Блъди Валънтайн“ в края на 1990-те години Шийлдс е чест гост музикант, продуцент, режисьор и ремиксър на разни групи и артисти, включително „Experimental Audio Research“, Yo La Tengo, Dinosaur Jr и Могуай. През 1998 г. участава в турнетата на Primal Scream.
Шийлдс допринася с няколко оригинални композиции към саундтрака на филма „Изгубени в превода“ на София Копола от 2003 г., което му донася номинации за наградите на Британската академия за филмови и телевизионни изкуства (BAFTA) и Ирландската филмова и телевизионна академия (IFTA). Издава съвместен албум на живо заедно с Пати Смит, озаглавен The Coral Sea, през 2008 г.
„Май Блъди Валънтайн“ се събира отново през 2007 г. и издава третия си студиен албум M B V през февруари 2013 година. Албумът е композиран изцяло от Шийлдс и е бил готов още от края на 1990-те.
Шийлдс е включен в няколко класации, като „100 най-велики китаристи“ на „Ролинг Стоун“ и „100 най-велики китаристи на всички времена“ на „Spin“ Няколко музиканти също го посочват като оказал влияние върху творчеството им, като Били Корган, Дж. Маскис и Густаво Черати.